# Ángel Peluffo
Ángel Jorge Peluffo (n. en Buenos Aires, 1 de marzo de 1909-f. en Argentina, 8 de mayo de 1988) fue un militar argentino comandó la Fuerza Aérea Argentina entre el 17 de mayo de 1957 y el 7 de agosto del mismo año.

## Carrera
Luego de haber finalizado sus estudios secundarios, Peluffo ingresó al Colegio Militar de la Nación el 11 de agosto de 1924, del cual egresaría el 22 de diciembre de 1927 como subteniente de aviación. Hecha efectiva la creación de la Fuerza Aérea Argentina el 4 de enero de 1945, Alfredo Juan Vedoya fue dado de alta en el escalafón de la Aeronáutica Militar permanente con el grado de vicecomodoro.

### Comandante en jefe de la Fuerza Aérea Argentina
El viernes 17 de mayo de 1957, el por entonces comandante en jefe de la Fuerza Aérea, brigadier general Guillermo Zinny, solicitó su pase a retiro. El motivo de esta determinación fue que Zinny autorizó al exministro de Aeronáutica, Julio Krause, para que llevase adelante una reunión que incluyó a altos mandos en actividad dentro de la Fuerza Aérea. Dicha reunión, que se llevó a cabo dentro de la sede del Ministerio de Aeronáutica, causó un enorme malestar en sectores de la cúpula de la Fuerza Aérea, y también molestó al ministro de Aeronáutica en funciones, Eduardo Mac Loughlin, y al dictador Pedro Eugenio Aramburu, quien había removido a Krause de su cargo meses atrás. Tras cesar en Zinny en su cargo, fue designado el subsecretario de Aeronática, Ángel Peluffo, para ocupar el vacante cargo de comandante en jefe de la Fuerza Aérea Argentina.
Si bien el decreto señala que el por entonces brigadier mayor Ángel Peluffo juró el 17 de mayo de 1957, asumió formalmente la Comandancia en Jefe de la fuerza aérea el 24 de mayo de ese año. En el acto de asunción pronunció el siguiente discurso:

Comprendo muy bien que asumo tan elevadas funciones en momentos trascendentales para la vida institucional y para el porvenir del país: tales circunstancias y la posición que ello deriva para la aeronáutica militar, han sido perfectamente determinados en la orden general número siete del señor ministro de aeronáutica el 15 de mayo, con la cual me hallo total y absolutamente identificado. No es por tanto, necesario reiterar sus claros y precisos conceptos. Considero conveniente, eso si, dejar constancia de que estoy dispuesto a ejercer el comando con todos sus deberes pero también con todos sus derechos, dentro y fuera de la institución, ciñendo en todo momento mi conducta a las más puras normas castrenses. Ello no excluye para mi, ni para mis subordinados, el muy legítimo, respetable y comprensible derecho, en estos momentos, a la más intensa expectación ciudadana, pero siempre y cuando ella siempre sea bien inspirada, tal como la entendiera, practicara y nos la legara para ejemplo permanente de las futuras generaciones de argentinos, nuestro excelso, auténtico y glorioso Libertador, el general San Martín.
Ángel J. Peluffo

La breve gestión del brigadier general Peluffo llegó a su final el 7 de agosto de 1957, luego de que el ministro de Aeronáutica, comodoro Eduardo Mac Loughlin, también presentara su renuncia a su cargo y fuera sustituido por el comodoro Jorge Landaburu.